# باون دي بي
باون دي بي (بالإنجليزية: .Paon DP Inc)‏ هي شركة تطوير ألعاب فيديو مقرها اليابان. تأسست الشركة في أغسطس 2004 باسم دي بي (بالإنجليزية: .DP Inc)‏ واندمجت مع شركة باون (بالإنجليزية: .Paon Corporation Inc)‏ في مارس 2015 لتشكيل شركة باون دي بي.
تأسست شركة باون كوربورايشن في 20 يناير 1999. من خلال شراكة مع نينتندو، طورت باون دي كيه: كينغ أوف سوينغ ودونكي كونغ بارل بلاست ودي كيه جنغل كلايمبر. شاركت باون أيضًا في تطوير ألعاب القتال لنظام نيو جيو بوكيت كولر لعام 2000، وعملت الشركة في لعبة إس إن كي غالس فايترز كملحن وفريق عمل صوتي، بالإضافة إلى ملحن لبعض عناوين نيو جيو بكويت كولر الأخرى. عندما أفلست شركة داتا إيست، أصبحت باون مكونة من موظفين سابقين في داتا إيسن واشترت حقوق بعض ألعابهم، بما في ذلك كارنوف وشينلوف وويندجاميرس وثلاثية كووغا وسلسلة غلوري أوف هيراكليس، وكلها مملوكة الآن بواسطة باون دي بي. غلوري أوف هيراكليس الذي طورته شركة باون ذاتيًا في عام 2008، وهو العنوان الخامس للسلسلة.

## الألعاب التي طورتها باون
- نيو هورايزون إنغليش كورس 1 (نينتندو دي أس)
- نيو هورايزون إنغليش كورس 2 (نينتندو دي أس)
- نيو هورايزون إنغليش كورس 3 (نينتندو دي أس)
- دي كيه: كينغ أوف سوينغ (غيم بوي أدفانس، 2005، نينتندو)
- دونكي كونغ بارل بلاست (وي، 2007، نينتندو)
- دي كيه جنغل كلايمبر (نينتندو دي أس، 2007، نينتندو)
- غلوري أوف هيراكليس (نينتندو دي أس، 2008، نينتندو)
- كلونوا (وي، 2008، اليابان: نامكو/أمريكا الشمالية: بانداي نامكو غيمز)

## وصلات خارجية
- الموقع الرسمي
 (بالإنجليزية)